# 江彥媚
江彥媚（1981年2月26日—），出生於中國廣東，新加坡女子羽球運動員，曾代表新加坡參加2004年、2008年奧運，以及贏得2002年英聯邦運動會混合團體銀牌及2006年英聯邦運動會女子雙打銀牌。

## 生平
江彥媚出生於廣東，與张洁雯、谢杏芳曾一同在濱江中路第一小學訓練，後來成為廣東省隊隊員。1999年，江彥媚透過新加坡外國體育人才計劃加入新加坡羽毛球協會，並於2002年取得新加坡國籍。
江彥媚加入新加坡國家羽毛球隊後不久即成為主力成員，長年代表新加坡參加重要國際賽會並獲獎。她在2002年為新加坡在英聯邦運動會贏得混合團體銀牌，後與搭檔李羽佳在2006年英聯邦運動會晉級女子雙打決賽，最終不敵馬來西亞陳儀慧／黃佩蒂，獲得銀牌，年底亞洲運動會也為新加坡奪得女子團體銅牌。於東南亞運動會，江彥媚在2003年贏得女子團體金牌以及女單和女雙皆銅牌，2005年及2007年皆獲得女團銀牌、女雙銅牌。
2008年，江彥媚在北京奧運後與國家二隊教練蔡永裕結婚，並決定重返校園；由於課業與訓練難以兼顧，因此轉任教練。
2017年，新加坡羽協與入口網站ActiveSG合作打造新加坡羽球學院（Singapore Badminton Academy），由江彦媚負責主導，為6至17歲、有理想抱負的青少年提供訓練方案。

## 主要比賽成績
只列出曾進入準決賽的國際賽事成績：
| 年份   | 賽事                         | 公開賽級別 | 項目          | 搭檔          | 成績   |
| ------ | ---------------------------- | ---------- | ------------- | ------------- | ------ |
| 2000年 | 樂魚羽毛球國際賽             |            | 女子單打      | －            | 冠軍   |
| 2000年 | 樂魚羽毛球國際賽             | 女子雙打   | 法蒂玛        | 亞軍          |        |
| 2000年 | 樂魚羽毛球國際賽             | 混合雙打   | H·K·薩帕特拉  | 亞軍          |        |
| 2001年 | 新加坡羽毛球國際賽           |            | 混合雙打      | H·K·薩帕特拉  | 準決賽 |
| 2002年 | 新加坡羽毛球國際賽           |            | 混合雙打      | H·K·薩帕特拉  | 準決賽 |
| 2002年 | 樂魚羽毛球國際賽             |            | 女子雙打      | 法蒂玛        | 準決賽 |
| 2002年 | 樂魚羽毛球國際賽             | 混合雙打   | 刘锦鹏        | 準決賽        |        |
| 2002年 | 英聯邦運動會羽毛球比賽       | 其他       | 混合團體      | －            | 銀牌   |
| 2003年 | 巴拉瑞特羽毛球國際賽         |            | 女子雙打      | 李羽佳        | 準決賽 |
| 2003年 | 新加坡羽毛球國際賽           |            | 女子單打      | －            | 亞軍   |
| 2003年 | 新加坡羽毛球國際賽           | 女子雙打   | 李羽佳        | 冠軍          |        |
| 2003年 | 印度羽毛球國際賽             |            | 女子雙打      | 李羽佳        | 冠軍   |
| 2003年 | 東南亞運動會羽毛球比賽       | 其他       | 女子團體      | －            | 金牌   |
| 2003年 | 東南亞運動會羽毛球比賽       | 其他       | 女子單打      | －            | 銅牌   |
| 2003年 | 東南亞運動會羽毛球比賽       | 其他       | 女子雙打      | 肖露茜        | 銅牌   |
| 2004年 | 伊朗羽毛球國際賽             |            | 女子單打      | －            | 亞軍   |
| 2004年 | 伊朗羽毛球國際賽             | 女子雙打   | 李羽佳        | 冠軍          |        |
| 2004年 | 芬蘭羽毛球國際賽             |            | 女子單打      | －            | 冠軍   |
| 2004年 | 克羅地亞羽毛球國際賽         |            | 女子單打      | －            | 亞軍   |
| 2004年 | 克羅地亞羽毛球國際賽         | 女子雙打   | 李羽佳        | 冠軍          |        |
| 2004年 | 毛里裘斯羽毛球國際賽         |            | 女子單打      | －            | 亞軍   |
| 2004年 | 毛里裘斯羽毛球國際賽         | 女子雙打   | 李羽佳        | 冠軍          |        |
| 2004年 | 新加坡羽毛球國際賽           |            | 女子雙打      | 李羽佳        | 準決賽 |
| 2004年 | 美國羽毛球公開賽             |            | 女子雙打      | 李羽佳        | 準決賽 |
| 2004年 | 德國羽毛球公開賽             |            | 女子雙打      | 李羽佳        | 準決賽 |
| 2004年 | 中華台北羽球公開賽           |            | 女子雙打      | 李羽佳        | 準決賽 |
| 2005年 | 泰國羽毛球公開賽             |            | 女子雙打      | 李羽佳        | 準決賽 |
| 2005年 | 新加坡羽毛球國際賽           |            | 女子雙打      | 李羽佳        | 冠軍   |
| 2005年 | 新加坡羽毛球國際賽           | 混合雙打   | 亨德拉·維加亞 | 準決賽        |        |
| 2005年 | 印度尼西亞羽球公開賽         |            | 女子雙打      | 李羽佳        | 準決賽 |
| 2005年 | 東南亞運動會羽毛球比賽       | 其他       | 女子團體      | －            | 銀牌   |
| 2005年 | 東南亞運動會羽毛球比賽       | 其他       | 女子雙打      | 李羽佳        | 銅牌   |
| 2006年 | 英聯邦運動會羽毛球比賽       | 其他       | 混合雙打      | 李羽佳        | 銀牌   |
| 2006年 | 紐西蘭羽毛球公開賽           |            | 女子雙打      | 李羽佳        | 冠軍   |
| 2006年 | 薩爾布呂肯羽毛球公開賽       |            | 女子雙打      | 李羽佳        | 冠軍   |
| 2006年 | 亞洲運動會羽毛球比賽         | 其他       | 女子團體      | －            | 銅牌   |
| 2007年 | 瑞士羽毛球超級賽             | 超級賽     | 混合雙打      | 亨德拉·維加亞 | 準決賽 |
| 2007年 | 澳門羽毛球格蘭披治黃金大獎賽 | 黃金大獎賽 | 女子雙打      | 李羽佳        | 準決賽 |
| 2007年 | 荷蘭羽毛球大獎賽             | 大獎賽     | 女子雙打      | 李羽佳        | 準決賽 |
| 2007年 | 東南亞運動會羽毛球比賽       | 其他       | 女子團體      | －            | 銀牌   |
| 2007年 | 東南亞運動會羽毛球比賽       | 其他       | 女子雙打      | 李羽佳        | 銅牌   |
| 2008年 | 泰國羽毛球黃金大獎賽         | 黃金大獎賽 | 女子雙打      | 李羽佳        | 準決賽 |

| 2007-2017年 | 首要超級賽 | 超級賽 | 黃金大獎賽 | 大獎賽 | 國際挑戰賽 | 國際系列賽 | 未來系列賽 | 其他 |

### 奧運會和世錦賽參賽紀錄
|          | 搭檔     | 2001 | 2003 | 2004 | 2005 | 2006 | 2007 | 2008 |
| -------- | -------- | ---- | ---- | ---- | ---- | ---- | ---- | ---- |
| 女子單打 | －       | 64強 | －   | 32強 | －   | －   | －   | －   |
|          |          |      |      |      |      |      |      |      |
| 女子雙打 | 李羽佳   | －   | －   | －   | 16強 | 16強 | 8強  | 8強  |
|          |          |      |      |      |      |      |      |      |
| 混合雙打 | 薩帕特拉 | 32強 | －   | －   | －   | －   | －   | －   |
| 混合雙打 | 維加亞   | －   | －   | －   | －   | －   | 16強 | －   |